# フレデリック・ノース (第5代ギルフォード伯爵)
第5代ギルフォード伯爵フレデリック・ノース（英語: Frederick North, 5th Earl of Guilford, GCMG、1766年2月7日 - 1827年10月14日）は、イギリスの政治家、貴族。
1798年から1805年にかけて英領セイロン総督を務め、セイロン島（スリランカ）を統治した。

## 経歴
1766年2月7日に後に首相を務めるトーリー党の政治家ノース卿フレデリック・ノース（初代ギルフォード伯爵フランシス・ノースの長男で1790年にギルフォード伯爵位を継承）とその妻アン（ジョージ・スピークの娘）の間の三男として生まれる。長兄に第3代ギルフォード伯位を継承するジョージ・ノース、次兄に第4代ギルフォード伯位を継承するフランシス・ノースがいる。
イートン校を経てオックスフォード大学へ進学し、1793年に民事法学博士号(DCL)を得た。彼はイギリス貴族としては異例のギリシャ正教徒だった。
1779年から1826年まで財務相会計官を務める。1792年から1794年にかけてはバンベリー選挙区から選出されてホイッグ党の庶民院議員を務めた。1794年から1812年までロンドン税関監査官（Comptroller of the Customs of London）、1795年から1797年までコルシカ島担当国務大臣(Secretary of State for Corsica)を務めた。
1798年から1805年にかけて英領セイロン総督に就任し、セイロン島（スリランカ）の統治にあたった。1801年には「rajakariya（王室への奉公)」制度の廃止を宣言し、代わりに低地で取れる農作物には5分の1、高地でとれた農作物には10分の1を税金として徴収することを決定した。またマンナール湾近くに官邸ドリック・バンガローを建設した。ここは西洋への輸出でかなりの利益を上げている真珠養殖を監督するための場所だった。さらにノースは自らサラガマカーストの長となり、また補佐役のロバート・アーバスノットをカラーワカーストの長とした。司法面では最高裁判所や高等裁判所を設置することで総督の独裁を制限した。
1817年に第5代ギルフォード伯爵位を継承し、貴族院議員に列した。
1827年10月14日に死去。生涯結婚せず子供もなかった。爵位は従兄弟のフランシス・ノースが継承した。

## 栄典

### 爵位
1817年1月11日の兄フランシス・ノースの死去により以下の爵位を継承した
- 第5代ギルフォード伯爵 (5th Earl of Guilford)
(1752年4月8日の勅許状によるグレートブリテン貴族爵位)
- サリー州におけるギルフォードの第7代ギルフォード男爵 (7th Baron Guilford, of Guilford in the County of Surrey)
(1683年9月27日の勅許状によるイングランド貴族爵位)

### 勲章
- 聖マイケル・聖ジョージ騎士団(勲章)ナイト・グランド・クロス(GCMG)[2][3]